# Taviers
Taviers (en wallon Taviè) est une section de la commune belge d'Éghezée située en Région wallonne dans la province de Namur.
C'était une commune à part entière avant la fusion des communes de 1977.

## Étymologie
Le nom de Taviers trouverait son origine dans le nom latin vulgaire taberna signifiant taverne.

## Évolution démographique
- Source: DGS, 1831 à 1970=recensements population, 1976= habitants au 31 décembre

## Histoire
La découverte des vestiges de ce que l’on croit être la fameuse « taverne » évoquée ci-dessus, d’une meule, de diverses monnaies (Ier au IVe siècle), d'objets et de céramiques romaines (IVe siècle ), montre que les terrains du village situés le long de route de Ramilies au lieu-dit « Les pierres », étaient de toute première importance pour les conquérants latins.
Le site de Taviers a connu trois campagnes de fouilles : vers 1860, en 1953 et en 2019.
Au Moyen Âge, le village est sous la tutelle d’Arnould, Comte de Flandre. Celui-ci le cède à l’abbaye de Saint-Hubert en 1070. Ensuite le village passe successivement en 1404 sous l’autorité de Jean de Namur, seigneur de Mirwart et de Lompré qui deviendra plus tard comte de Namur, en 1414 à Daniel de Gesves, en 1510 à l’Abbaye de Boneffe et enfin en 1564 au chevalier d’Yves (Eghezée).

## Économie
Au cours des siècles, la principale activité du village fut longtemps l'agriculture. Celle-ci s'est même développée jusqu'à la fin du XIXe siècle.
Aujourd'hui, l’agriculture y est encore importante, une grande partie des terres du village y est toujours consacrée, toutefois à l’exception des personnes exerçant des métiers dans l'agriculture, le commerce, les professions libérales ou les petites et moyennes entreprises, la majorité des habitants vont travailler dans les centres urbains environnants.

## Patrimoine et culture

### Monuments remarquables
- Eglise Saint-Martin, datant de 1839 en style néo-classique[2].
- La chapelle de Franquenée, dédiée à saint Pierre (XVIIIe siècle)[3]. Elle a été restaurée en chapelle musicale.

- La ferme de l’Abbaye de Boneffe ou ferme Everarts, dont les étables sont du XVIIIe siècle et le corps de logis du XIXe siècle.

- La ferme fortifiée du Château (XVIIe siècle) dont on trouve déjà mention au XVIe siècle dans les actes de propriété de l’abbaye de Boneffe, qui appartint aux plus vieilles familles du village (de Taviers, d’Yves, etc.)[4].

- La Ferme Dethy dont le corps de logis est de la première moitié du XVIIIe siècle et le porche du début du XIXe siècle. Elle est classée depuis 1987.

- La ferme de Franquenée, ayant appartenu à l’abbaye d’Affligem et ensuite aux Spangen, Merode, Clermont-Tonnerre et enfin aux Warnant qui l'occupent toujours. Il s’agit aussi d’une ferme fortifée dont plusieurs éléments ont été construits au XVIe siècle et XVIIe siècle[5].

- La ferme Stevenart, dont le porche est orné d’une pierre blasonnée aux armes de l'ancien curé Lupinus et datée de 1669[2].

## Galerie photos

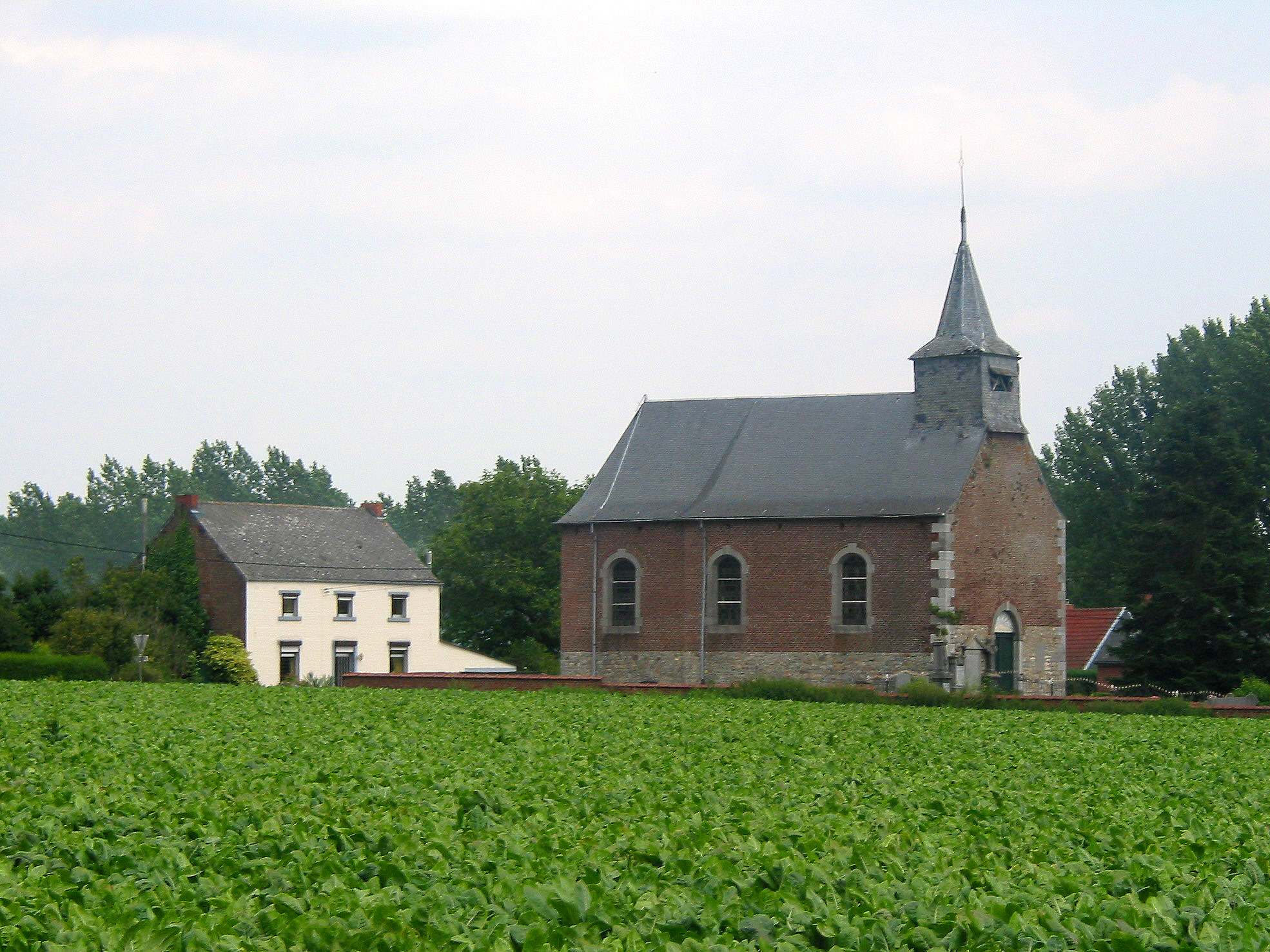
La chapelle de Francquenée (XVIIIe siècle).
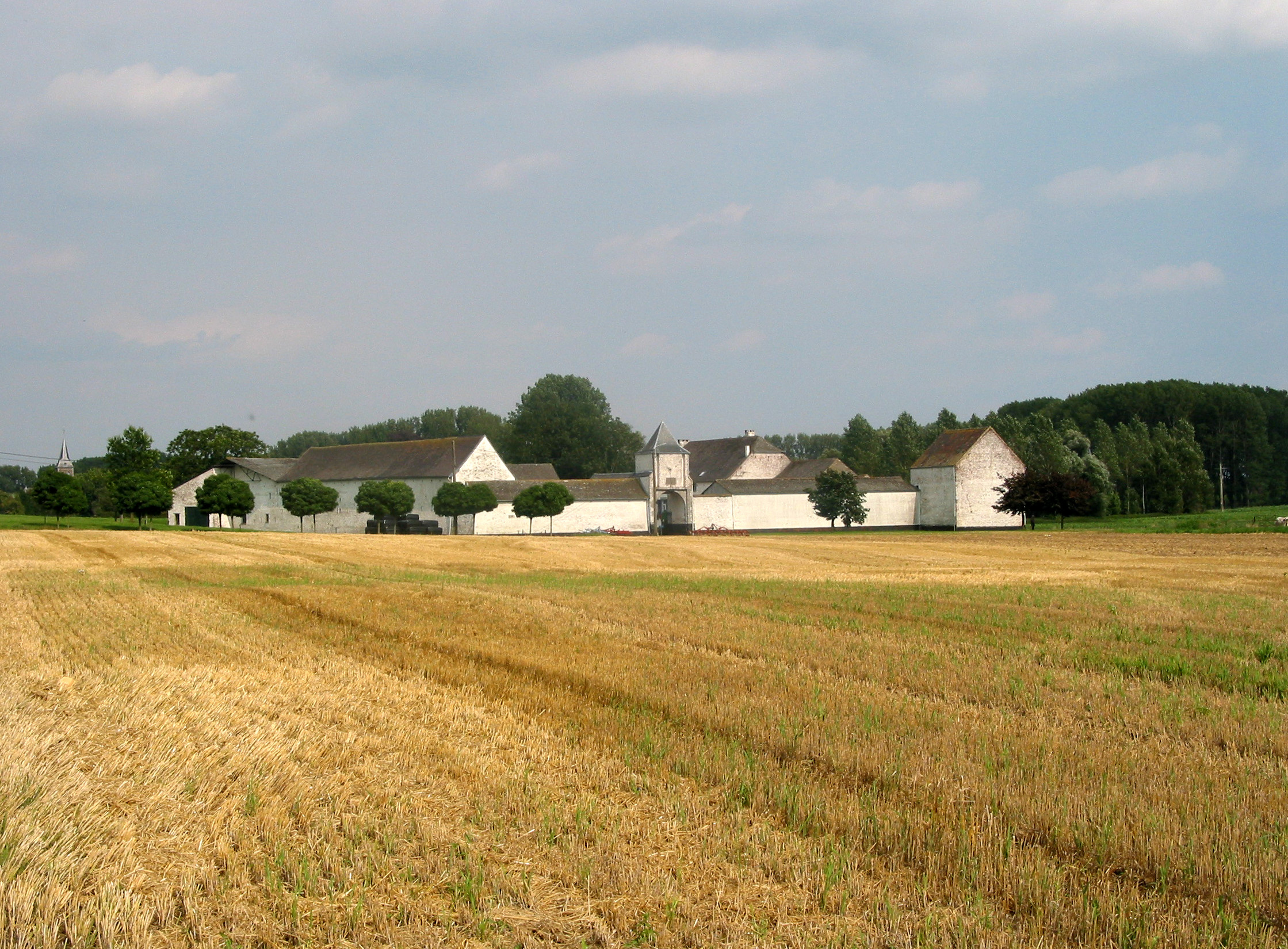
La ferme du château (XVIIe siècle).
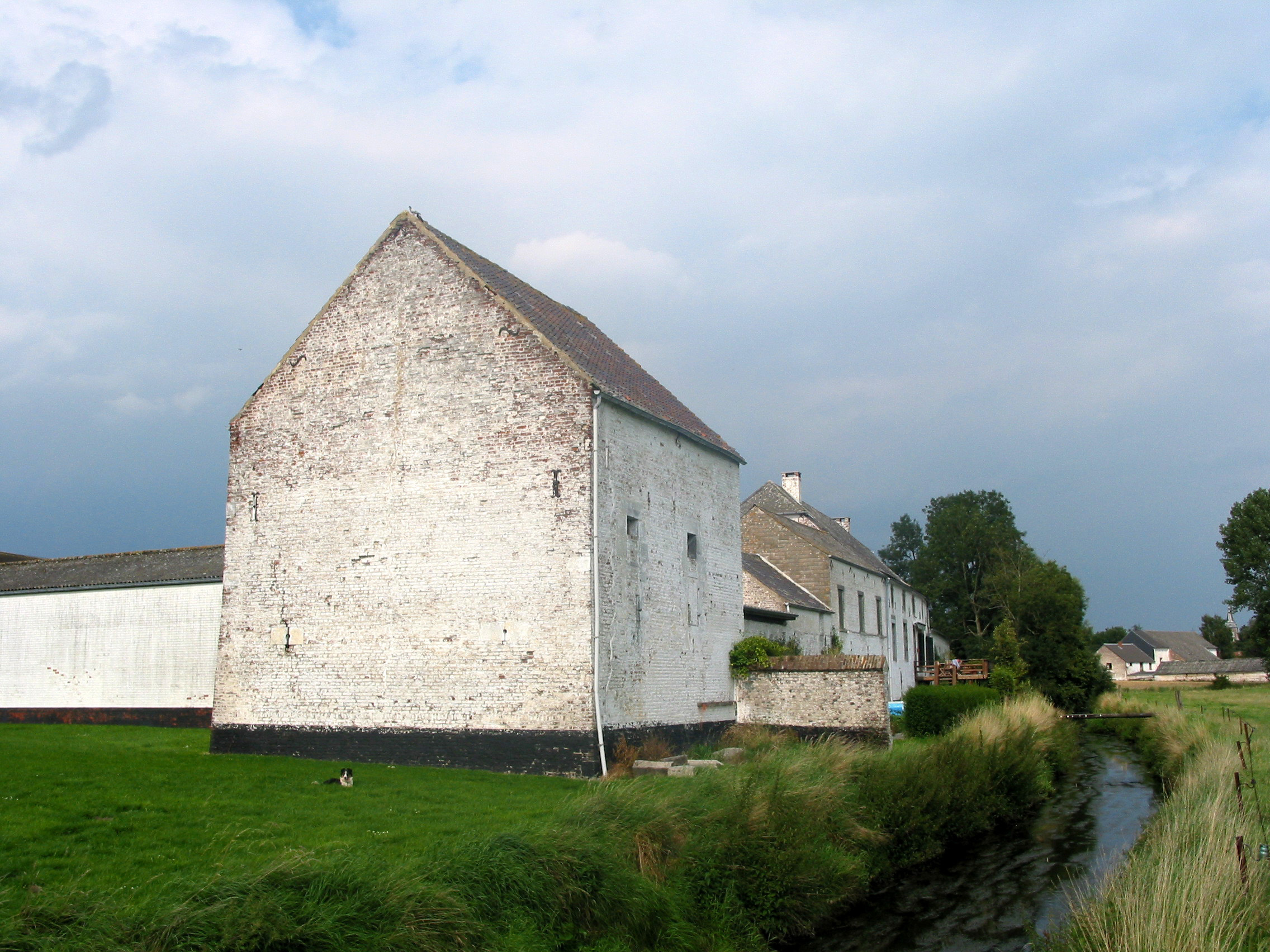
La ferme du château et la Mehaigne.
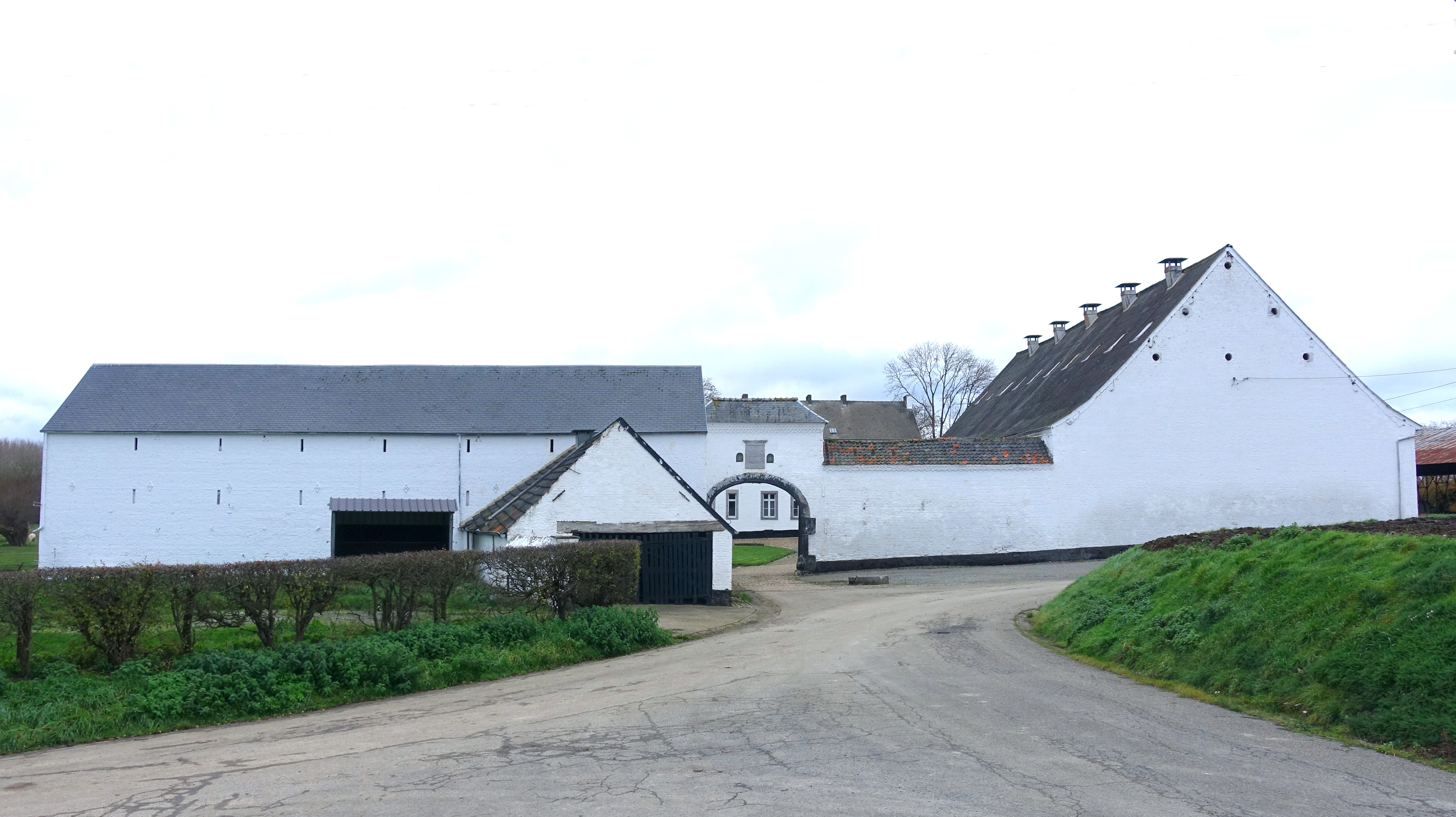
Ferme de Franquenée
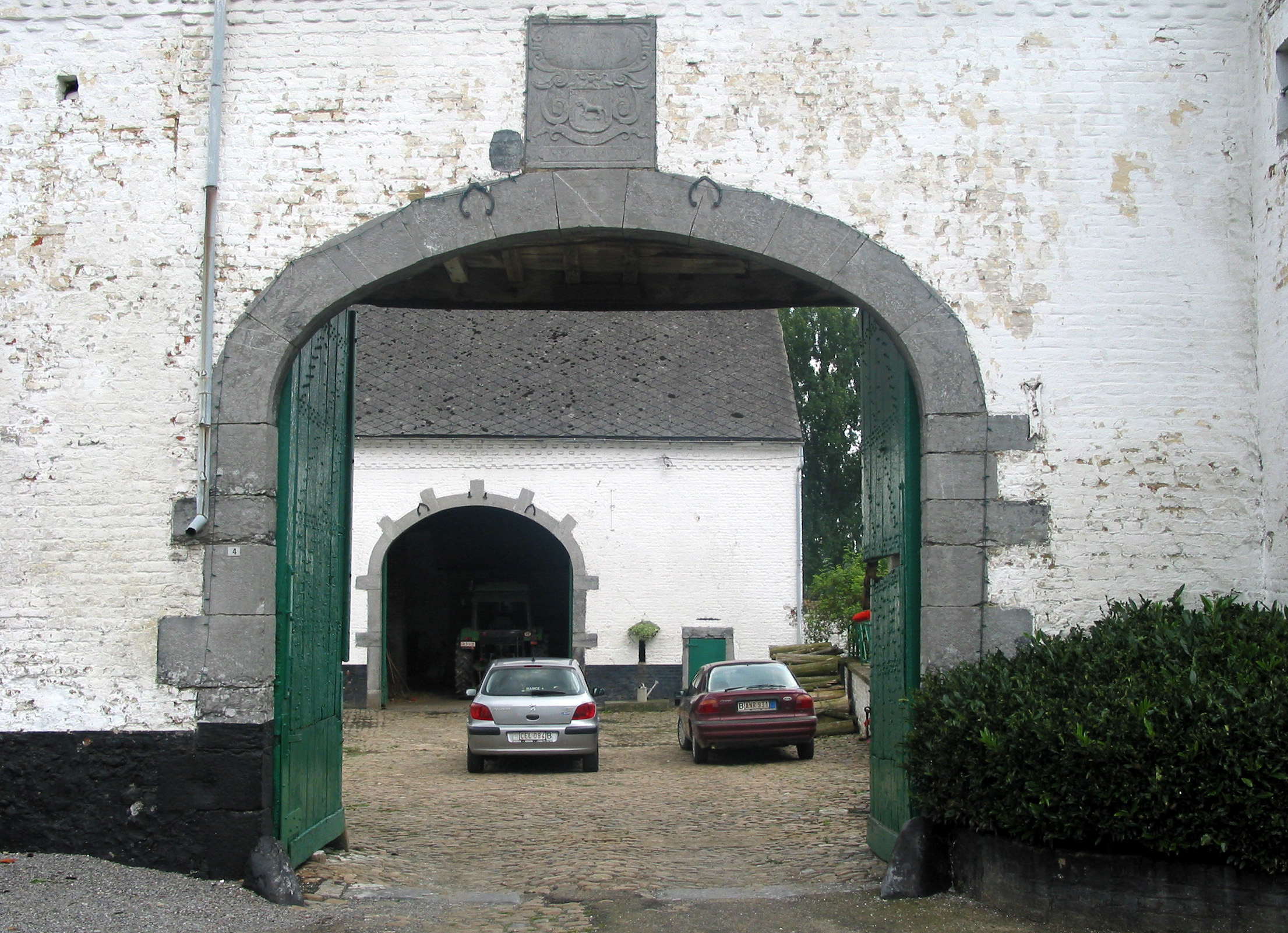
La ferme Stevenart (XVIIe – XIXe siècles).